# اوبالدو فیلول
اوبالدو ماتیلدو فیلول (به انگلیسی: Ubaldo Matildo Fillol) مشهور به ال‌پاتو(به معنی اردک) (زاده ۲۱ ژوئیه ۱۹۵۰ بوینس آیرس) بازیکن فوتبال حرفه‌ای بازنشسته اهل آرژانتین است که در پست دروازبانی ایفای نقش می‌کرده است. وی سنگربانی از دروازهٔ تیم ملی آرژانتین در جام‌های جهانی ۱۹۷۴، ۱۹۷۸ و ۱۹۸۲ را بر عهده داشت. او با آرژانتین فاتح جام جهانی ۱۹۷۸ شد. از وی به عنوان یکی از بهترین دروازبان تاریخ آرژانتین یاد می‌شود.
در سال ۲۰۰۹ فدراسیون فوتبال آرژانتین اعلام کرد به دروازبانی که در مسابقات لیگ فوتبال این کشور کمترین گل را دریافت کند جایزه‌ای با نام اوبالدو فیلول اهدا خواهد کرد.